# Delictes imaginaris
Delictes imaginaris (Imaginary crimes en el seu títol original en anglès als Estats Units) és una pel·lícula de l'any 1994 dirigida per Anthony Drazan i protagonitzada per Harvey Keitel i Fairuza Balk, la qual fou emesa a TV3 per primera vegada el 25 de juliol del 1999.

## Argument
Portland, Oregon, 1961. Ray Weiler (Harvey Keitel) és un enginyer sense feina i amb deliris de grandesa, un somniador nat i incapaç de portar a terme els seus grans projectes. Vidu d'ençà fa sis anys i carregat de deutes, el fracassat senyor Weiler amb prou feines pot ocupar-se de les seues dues filles, Sonya (Fairuza Balk) i Greta (Elisabeth Moss). Assetjat pels creditors, Ray Weiler recorre a la contínua mentida i a la pura fantasia per a poder seguir tirar endavant amb les nenes. Durant anys, Sonya farà de mare a la petita Greta, sorda i muda per un temps.

## Context històric i artístic
Delictes imaginaris és una pel·lícula sobre els efectes que les nostres decisions -de vegades absurdes o negligents- tenen en la pròpia existència i en les vides dels qui ens envolten, així com algunes contradiccions del somni americà. Basant-se en la novel·la semiautobiogràfica de Sheila Ballantyne, el cineasta Anthony Drazan va realitzar amb honestedat i sense estridències aquesta valuosa pel·lícula dramàtica. En dos temps convergents, el relat rememora els anys adolescents de l'autora, fixant-se també en el personatge del seu pare, l'enginyer Ray Weiler. Aquest és un home somniador i rampellut, que manté una relació força irresponsable amb les seues dues filles, orfes de mare des de petites. I encara que el pare els dona entusiasme i tendresa, la situació dels Weiler esdevé cada vegada més insostenible. En aquesta peculiar crònica parentiva destaca tant l'exquisit guió dramàtic com la mesurada realització del director Drazan, el qual havia debutat dos anys abans amb la també estimable Zebrahead (1992). Però, a més, Karvey Keitel exhibeix una de les millors interpretacions de la seua llarga i envejable carrera d'actor, en personificar amb prodigiós verisme l'insensat progenitor, el qual acabarà assumint un irrefutable fracàs davant la vida.
És un relat de conflictes íntims i, parafrasejant la jove Sonya, "una història sobre el desig de voler i la necessitat d'odiar". En alguns aspectes, Delictes imaginaris pot ésser comparada amb un altre drama de somnis, redempció i conflictes de família, A Tree Grows in Brooklyn (Elia Kazan, 1945), amb l'afegit d'alguns temes de fonoteca de Cole Porter, Leo Robin, Bobby Day y The Skyliners. El film, en què té un breu paper Sam Fuller, va passar desapercebuda: va ingressar menys de cent mil dòlars als cinemes dels Estats Units.

## Frases cèlebres
| « | "El meu pare està canviant. Noto les transformacions, els profunds trastorns que experimenta. Surt a les nits amb el vell Ford, conduint sense rumb per carrers deserts. L'he vist des de la finestra de la meua habitació donant voltes a l'illa de cases, com si volgués prendre una decisió entre seguir amb nosaltres o fugir de tot. Estic sobre el meu llit, mirant el rellotge després que la meua germana s'hagi adormit. I mentre espero que el meu pare torni, escric. M'imagino el que pensa quan avança per la fosca carretera. Veu com els seus somnis s'han evaporat. Quan la mare vivia, ell sempre tenia plans. Crec que pensa que ella li ha fallat. I crec que ara li obsessiona el nostre futur. Sé que el meu pare potser podria anar-se'n i deixar que ens les arregléssim soles. Però, alguna cosa al seu interior li impedeix abandonar-nos." (Fairuza Balk / Sonya) | » |

| « | Sonya: "Vostè no coneix mon pare." Sr. Webster: "Bé, en certa manera, sí." (Quan el mestre de Sonya l'anima a anar a la universitat) | » |

| « | Sonya: "Solia preguntar-me si un estafador era capaç d'un amor genuí i si aquest amor podria anul·lar tots els seus crims, reals i imaginaris." | » |

| « | Sonya: "Jo amb un pare que té l'audàcia de comprar un gelat en la nit més freda de l'any." | » |